# 普光明寺
普光明寺（ふこうみょうじ）は、埼玉県新座市にある真言宗智山派の寺院。

## 歴史
805年（延暦24年）、一輪坊によって開山されたと伝えられる。この年、坂上田村麻呂は征討を果たし帰還の途上、当地に立ち寄った。その時、一輪坊が現れて寺を創建したいと田村麻呂に話し、田村麻呂は一輪坊に地蔵菩薩像を与えた。これを安置するための寺を創建したのが当寺の由来だと伝えられる。その後、年代不詳であるが、慶運によって中興された。
当寺には「千体地蔵尊像」がある。これは鎌倉幕府第2代将軍源頼家が奉納したものといわれており、秘仏である。33年ごとに開帳される。

## 文化財
- 大威徳陀羅尼経第十二巻（新座市指定文化財 昭和53年2月28日指定）[2]
- 普光明寺山門（新座市指定文化財 昭和53年2月28日指定）[3]

## 交通アクセス
- 路線バス新座団地入口停留所より徒歩8分。